# Dorph & Höög

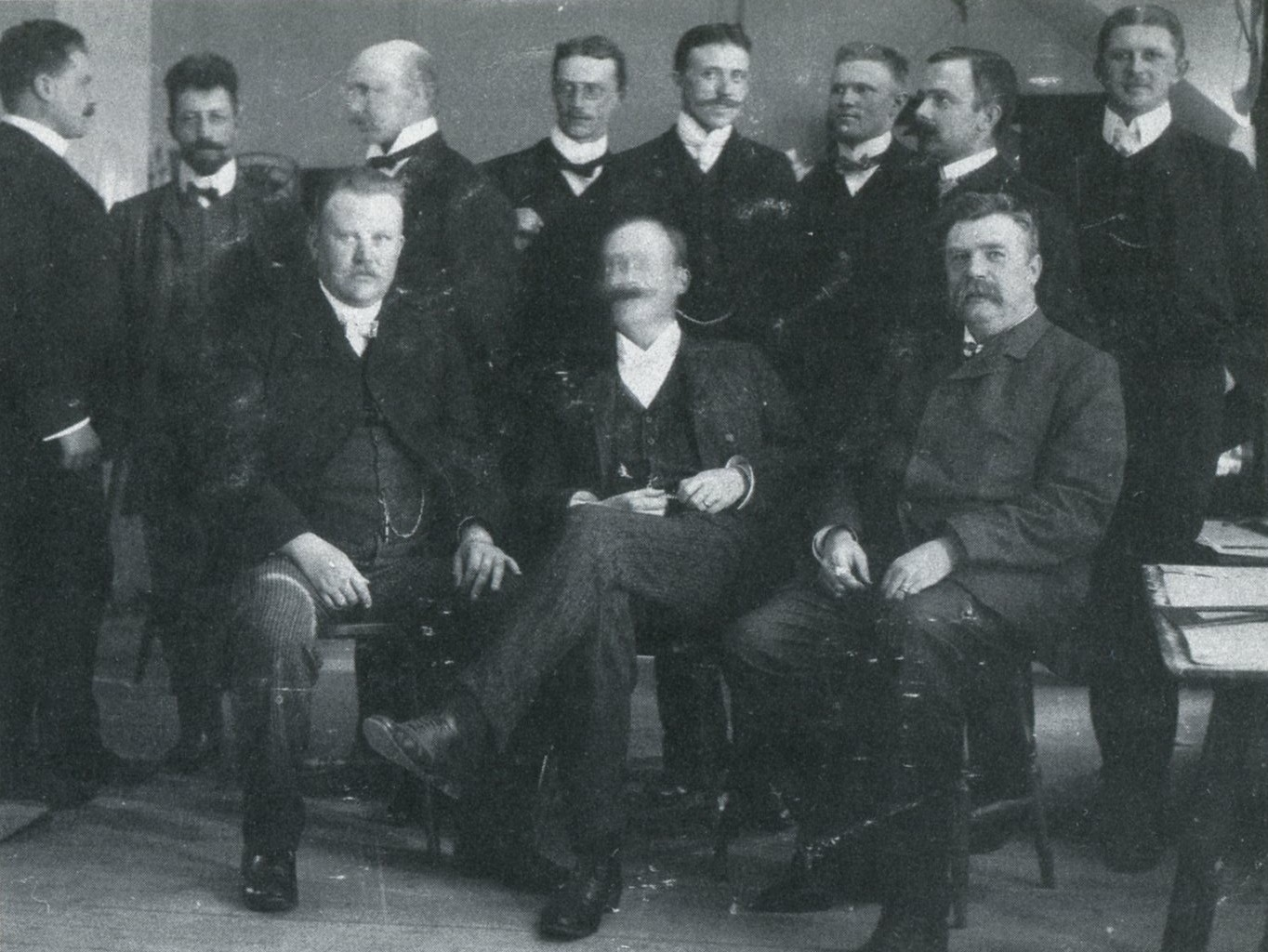
Arkitektkontoret Dorph & Höög före 1910. Stående längst till höger: Gunnar Morssing, sittande till höger: Anders Höög, i mitten sittande (oskarp): Victor Dorph

Dorph & Höög var en svensk arkitektfirma grundad i Stockholm 1897. 1910 byttes firmanamnet till Höög & Morssing. Företaget lades ner 1930.

## Företagshistoria
År 1897 slog arkitekten Victor Dorph ihop sig med Anders Höög och grundade firman Dorph & Höög. Kompanjonen Höög hade ingen arkitektutbildning utan var ursprungligen murare i Stockholm 1887, sedan byggmästare 1902 och slutligen arkitekt 1903. Dorph hade tidigare egen verksamhet tillsammans med arkitekt Sam Kjellberg under namnet Kjellberg och Dorph. 
Företaget Dorph & Höög rönte snabbt stora framgångar. Under åren 1903–1907 började Stockholm bygga ut Vasastan och arkitektfirman Dorph & Höög ritade under den tiden runt 250 hus, varav de flesta i Vasastan och på Södermalm. Under rekordåret 1908 stod firman bakom 55 av de totalt 187 inlämnade bygglovsansökningarna kring nybyggnationer i huvudstaden. Deras hus gav upphov till den så kallade "birkastilen" (efter Birkastaden). Det innebar att husen var "bulliga" med barockgavlar och runda hörntorn. Stilen stod inte högt i kurs och benämningen kom av att "denna nya, i husbyggnadsavseende sorgligt beryktade stadsdel (Birkastan) i särskilt hög grad blivit välsignad med byggnader i denna tråkiga och banala stil som sakna både stil och karaktär" enligt samtida kritiker i skriften ”Nyheter från byggnadsvärlden". Bolaget stod även för utformningen av Liljeholmens municipalhus.

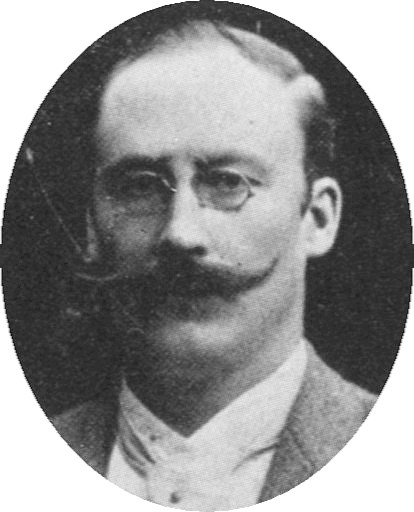
Victor Dorph
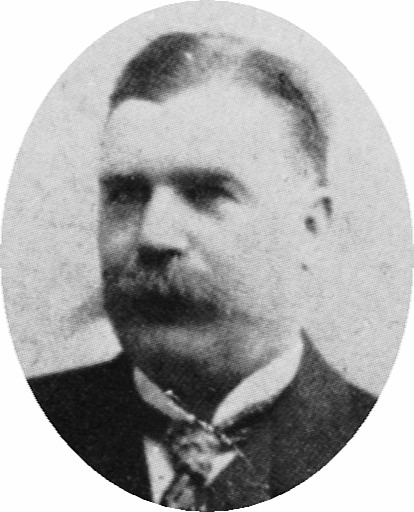
Anders Höög
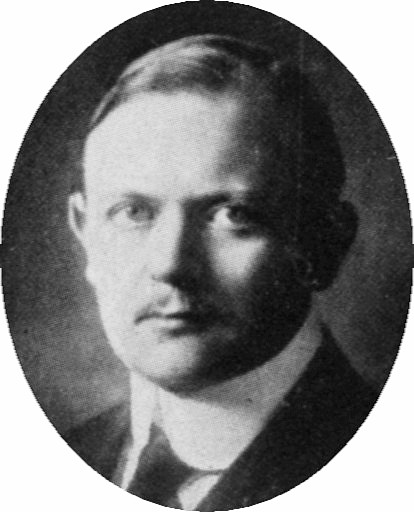
Gunnar Morssing

År 1907 hade arkitektfirman ett 30-tal anställda och var enligt en tidningsartikel från 1910 "hela Nordens största byggnadsfirma" och verksamheten så hektisk att den beskrevs som "rent av amerikansk". Inom företaget var det Höög som skaffade fram uppdragen medan Dorph stod för arkitekturen. Dorph var praktiker med känsla för uppdragsgivarnas önskemål.
Till Dorph & Höögs mera eleganta skapelser hör Butterickshuset på Drottninggatan 57 (1908–1910) med sin för tiden avancerade affärsfasad med stora burspråk i glas. De stod även för ritningarna för det stora Sankt Erikspalatset med sitt pampiga torn vid Sankt Eriksbrons sydvästra fäste (1906–1910). Sankt Erikspalatset tillskrivs ofta Anders Höög men det var i själva verket deras blivande kompanjon Gunnar Morssing som stod för formgivningen.
Efter 1907 medförde konjunkturnedgången att verksamheten minskade och 1910 var man 6 anställda och Dorph slutade. Fram till första världskriget gick dock verksamheten bättre igen. Dorph ersattes av den 16 år yngre arkitekten Gunnar Morssing som företaget hade mött som kompanjon till Carl Bergsten och som sporadiskt hade anlitats tidigare. Firman bytte nu namn till Höög & Morssing. Husens stil ändrades under delägaren Morssing till en modernare, enklare och stramare stil, som kallas tjugotalsklassicism.. Totalt signerade man ritningarna för runt 140 byggnader. Firman lades ned 1930 i samband med Höögs bortgång.

## "Dorph & Höög", verk i urval

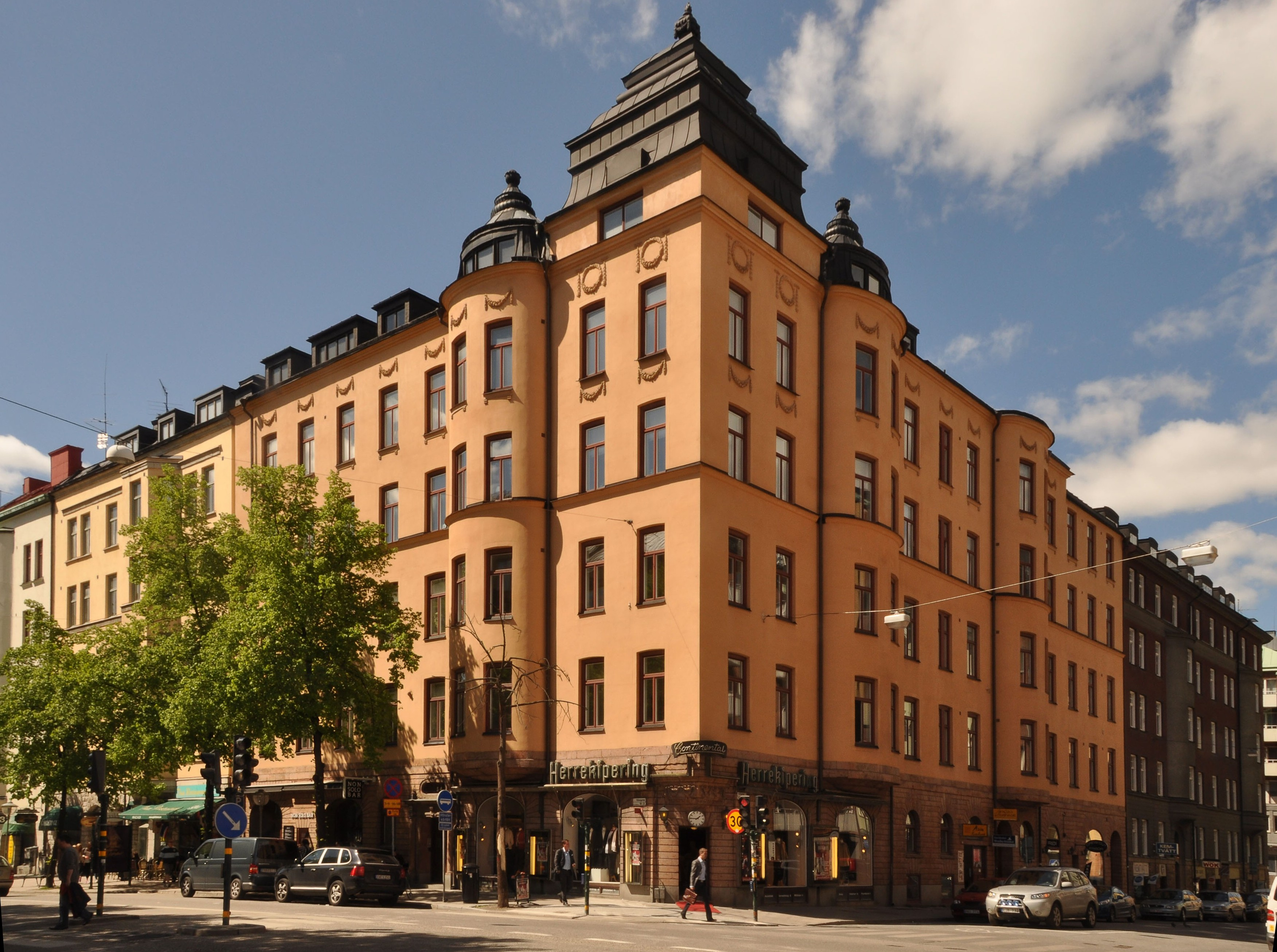
Odengatan/Tulegatan (1904)
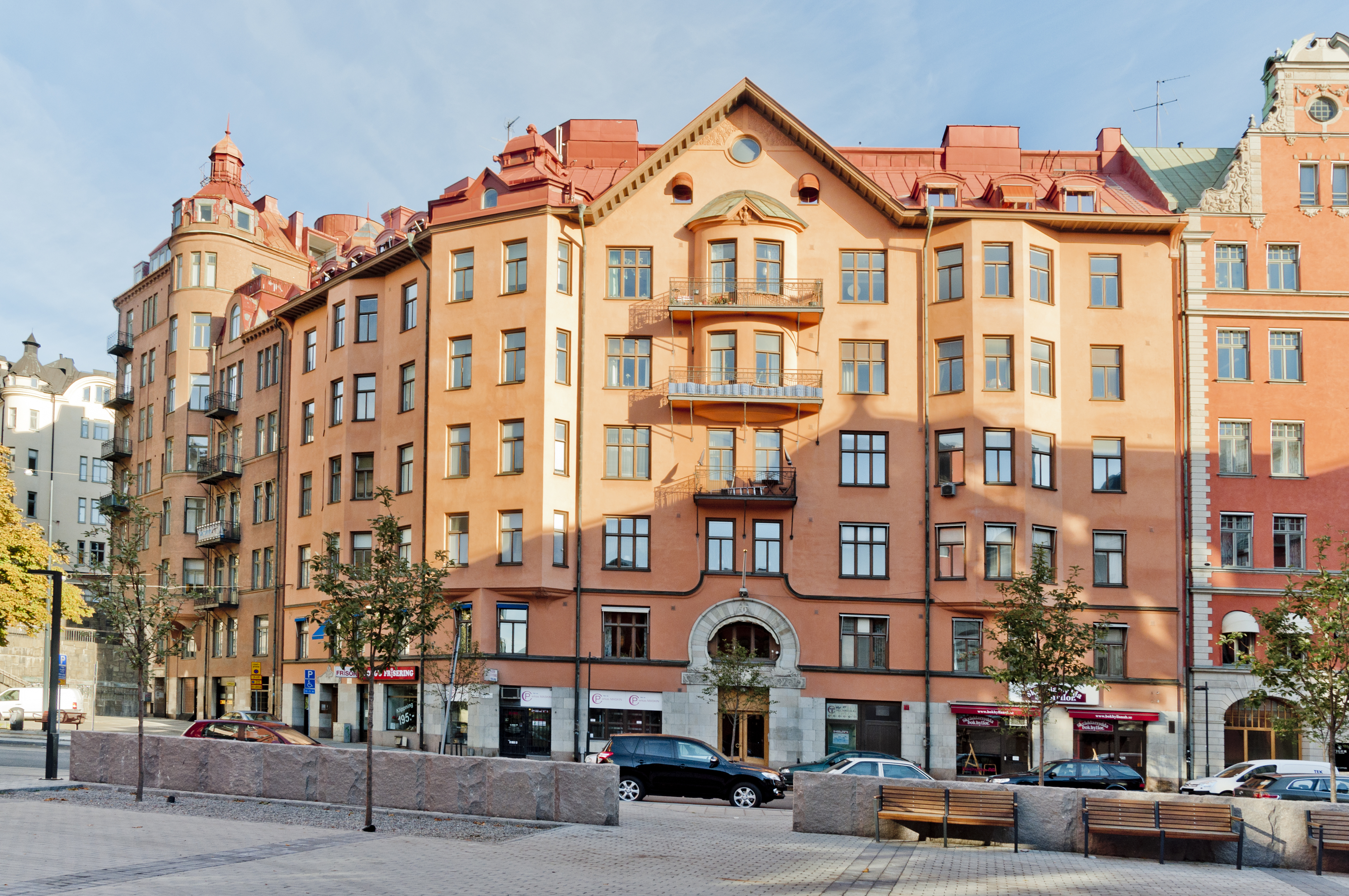
Torsgatan 8 (1904-08)
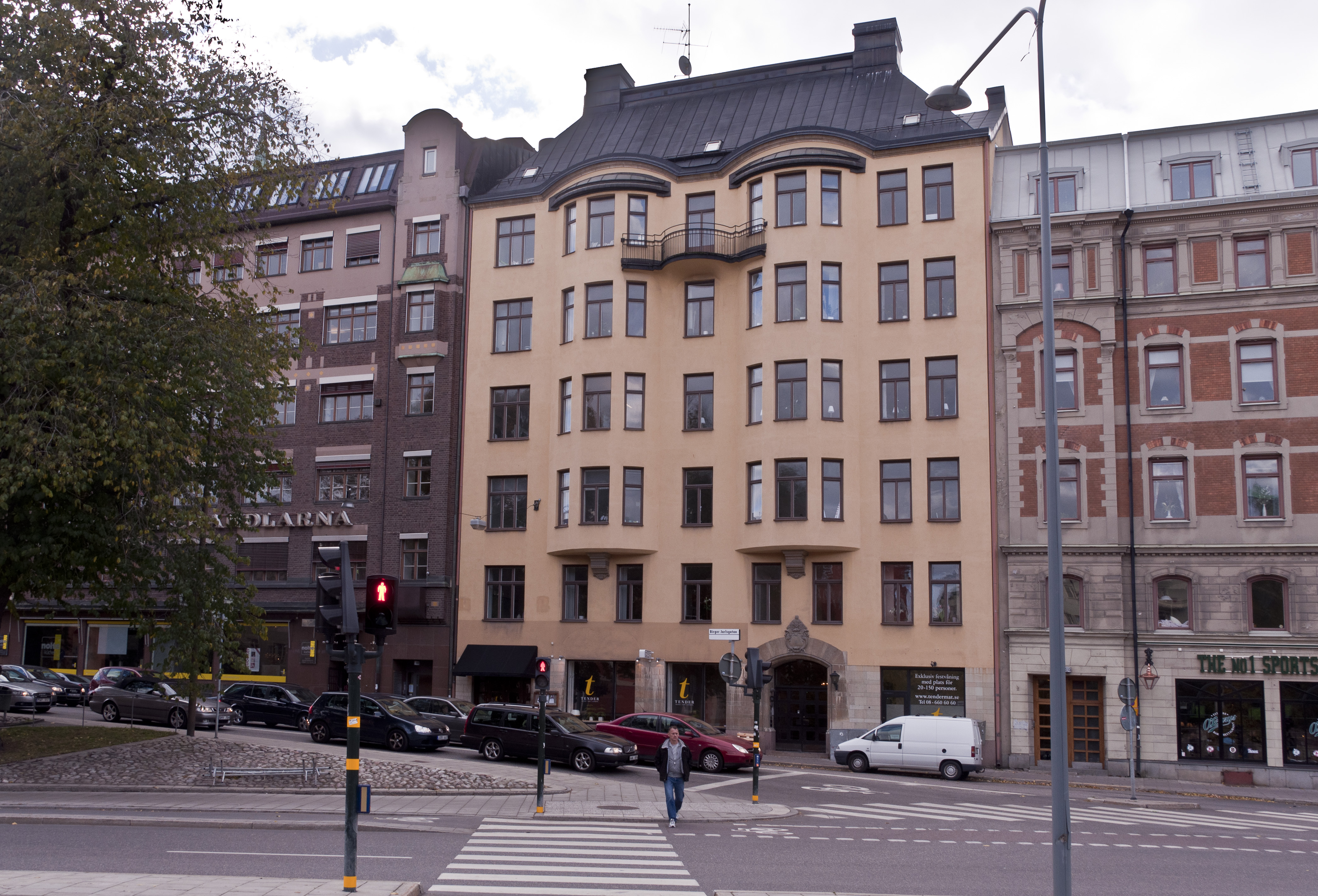
Regeringsgatan 111 (1904-05)
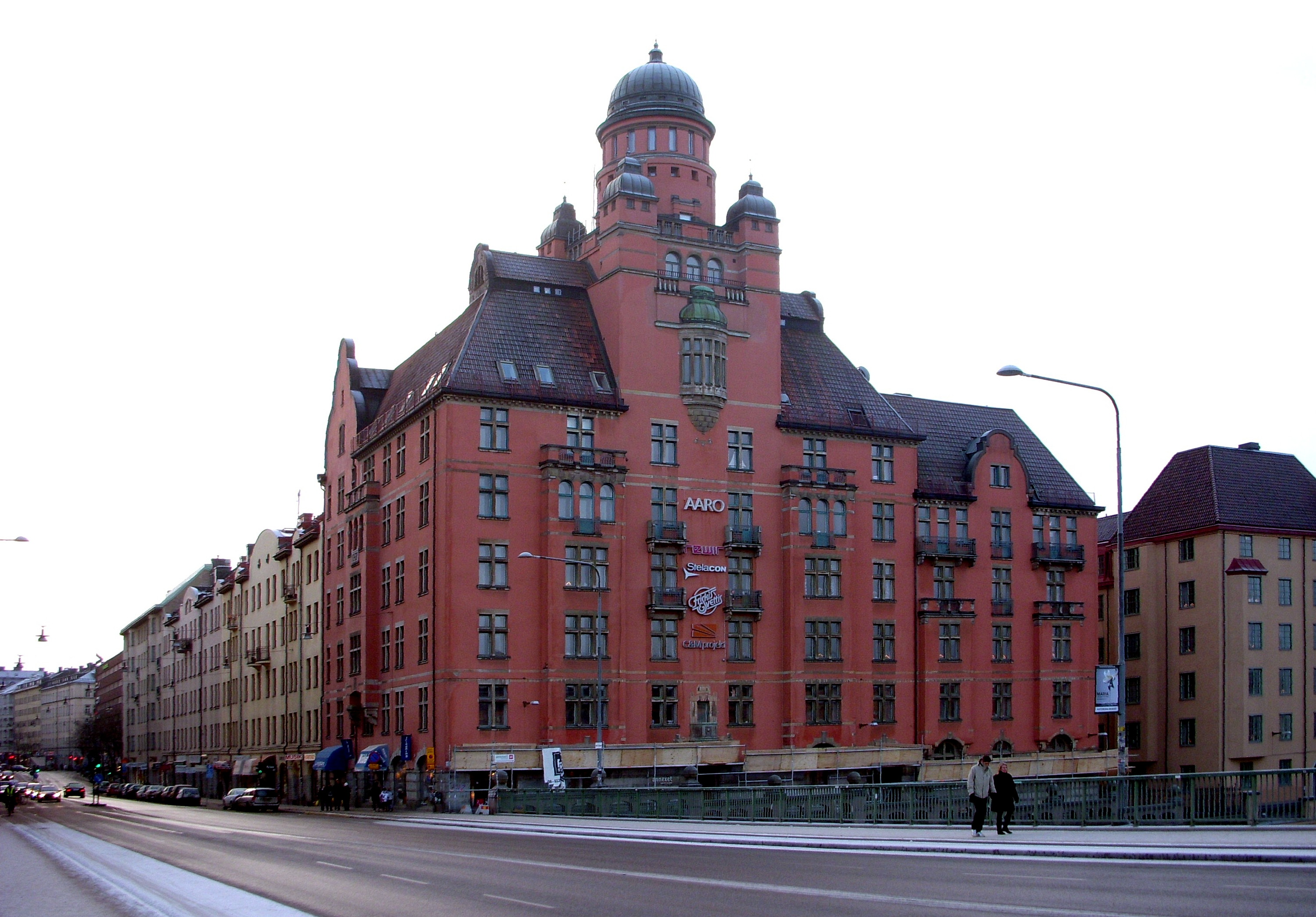
Sankt Erikspalatset (1910)

## "Höög & Morssing", verk i urval

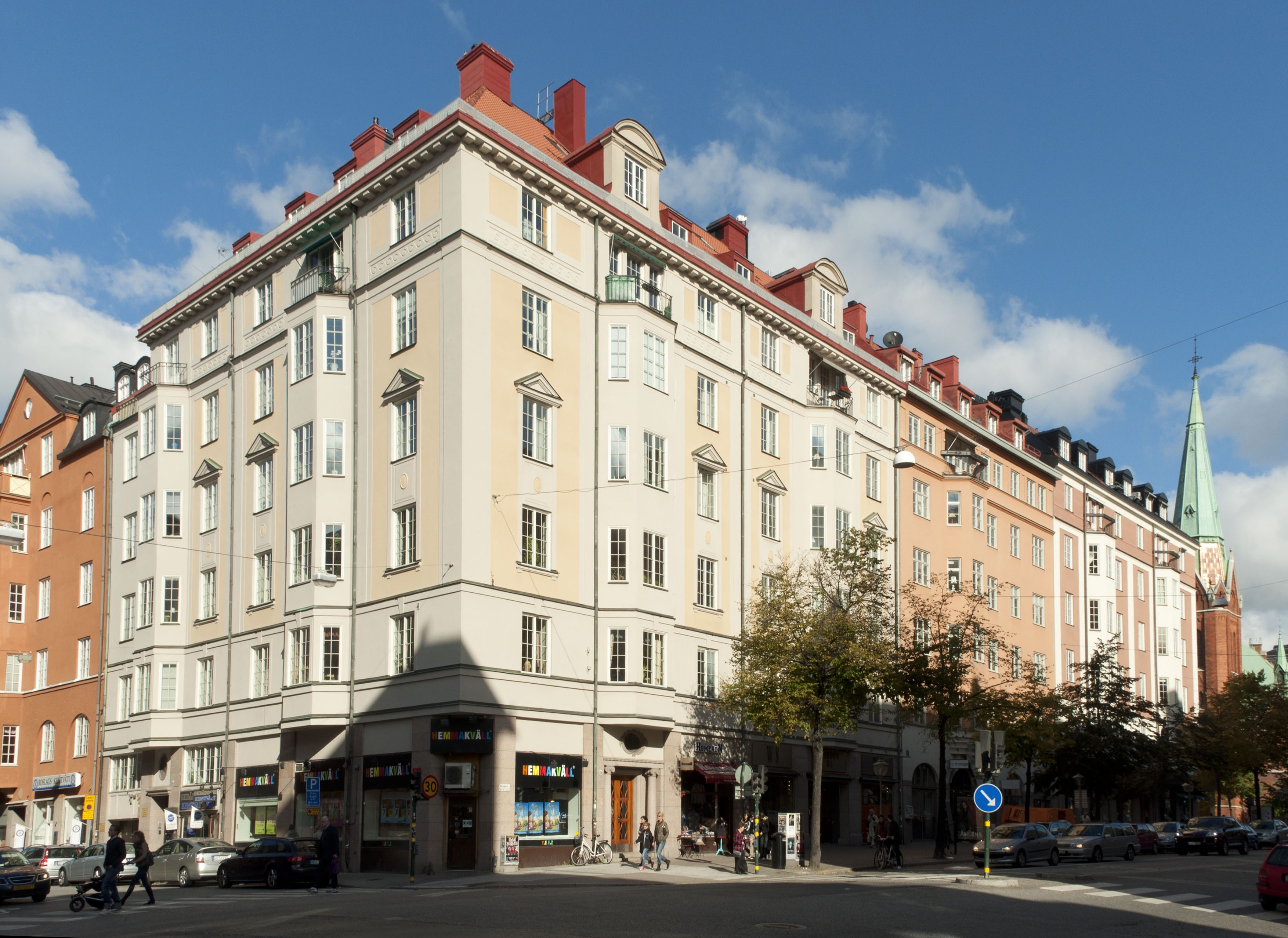
Odengatan 26-22 (1916-1917)
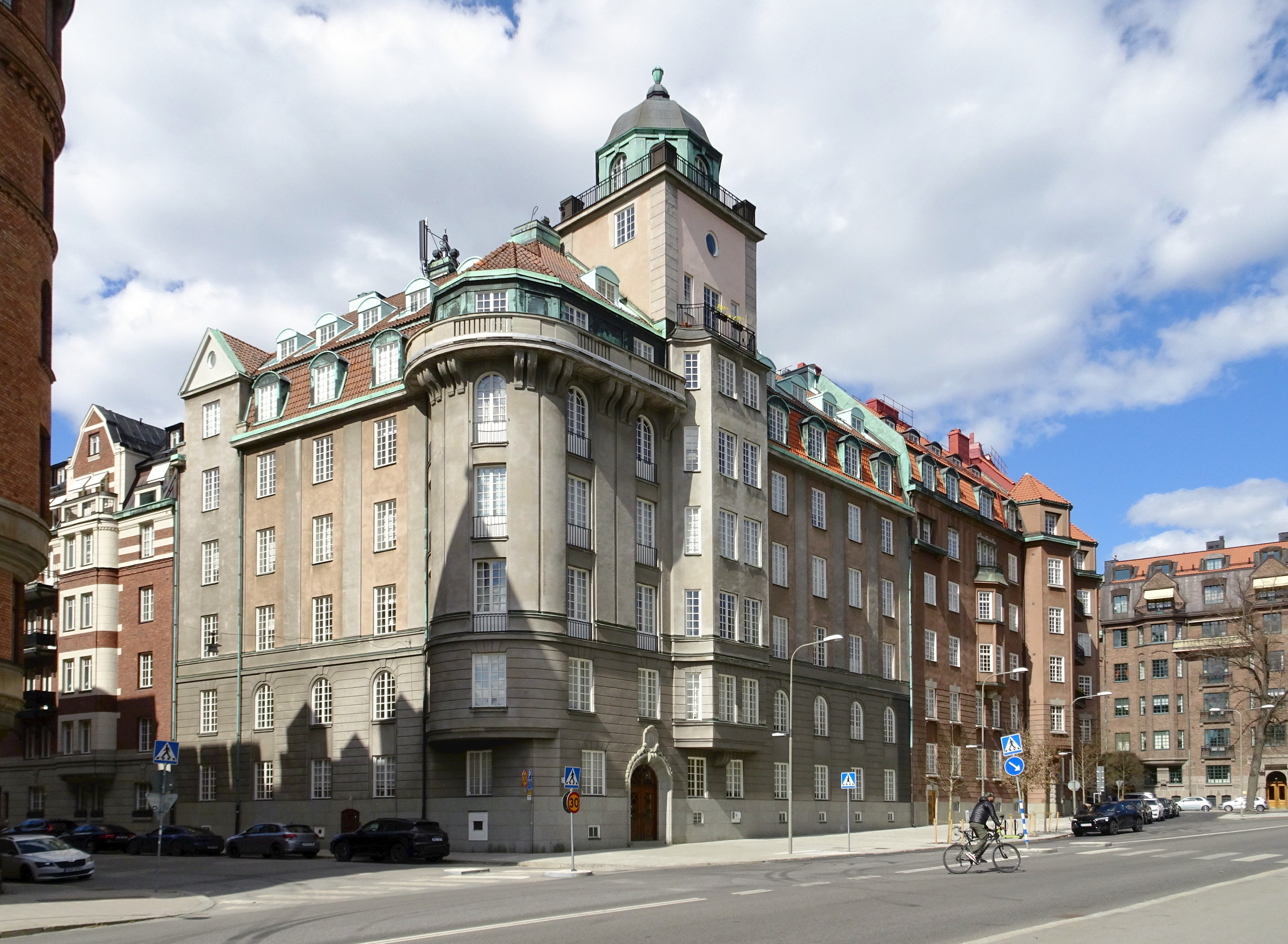
Gardisten 4, Strandvägen 59 (1913–1915)
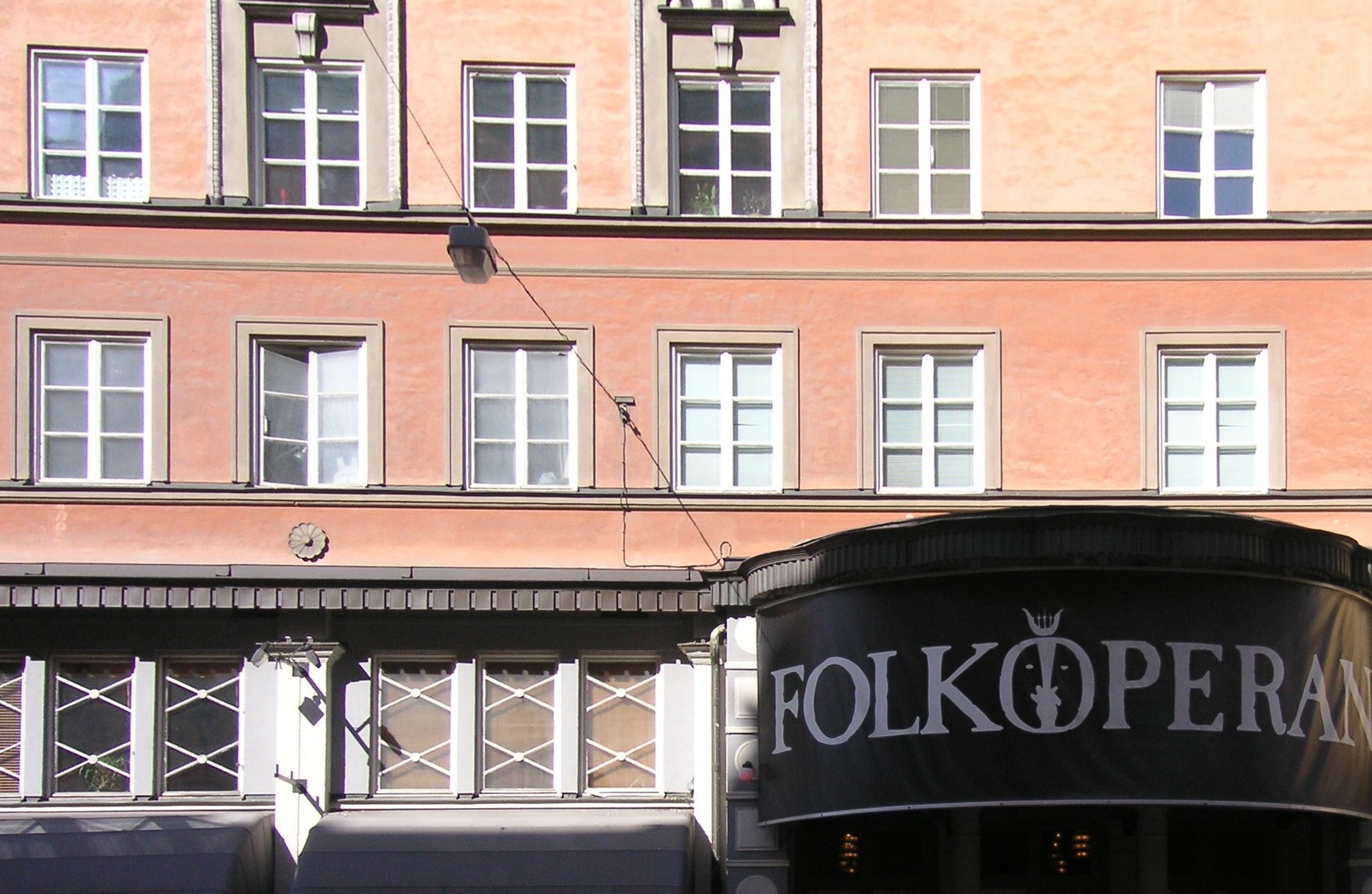
Hornsgatan 72 (1928)
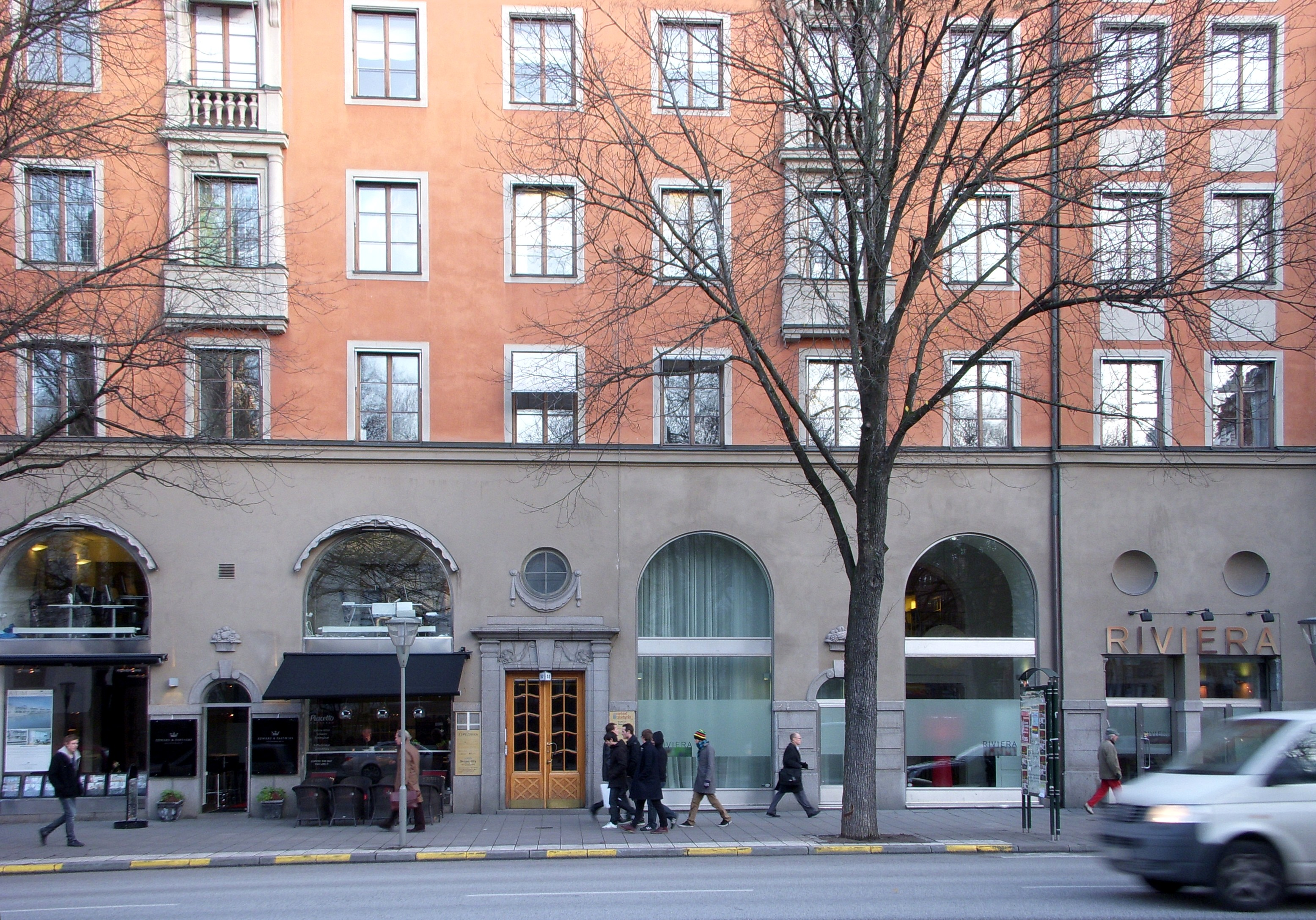
Sveavägen 52 (1929)